# Bohuslind
Bohuslind (Tilia platyphyllos Scop.) är ett ädellövträd i familjen malvaväxter. Den skiljs från skogslinden främst genom att dess blad är större (6–15 cm,  jämfört med skogslindens 3–7 cm). Bohuslinden har även håriga blad, håriga årsskott, tydligare tvärnerver och vita hårtofsar i nervvinklarna, till skillnad mot skogslindens bruna.

## Utseende och blomning
Bohuslinden blir 10–30 meter hög och har röd-gröna, svagt håriga kvistar. Bladen är mjukhåriga, skarpt sågtandade och har hjärtformad bas.
Blomningen sker i juli och blommorna hänger i knippen med 2–5 (oftast 3–4) vita blommor. Nöten blir hård med tjockt skal och har fem åsar.

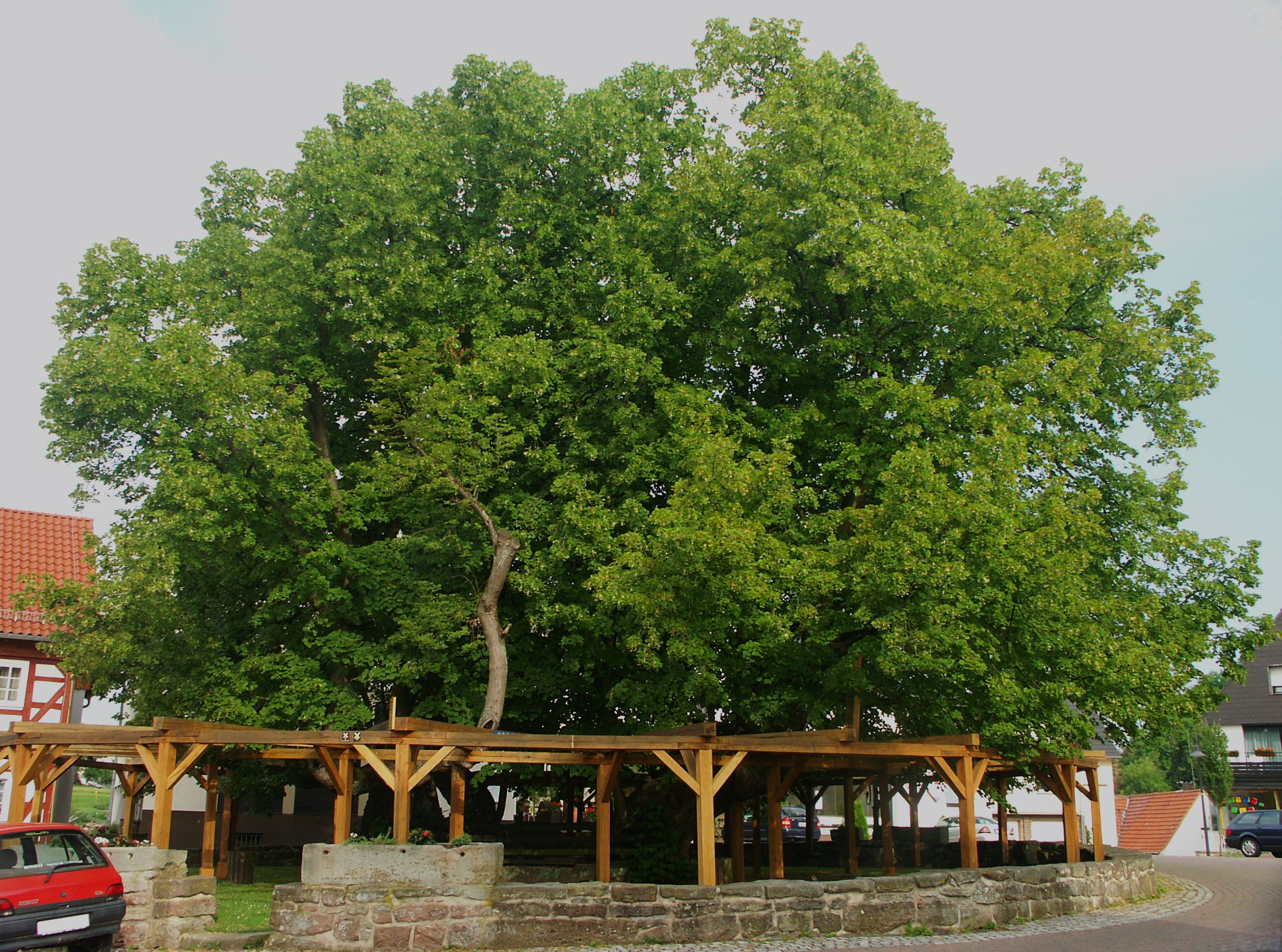
Tysklands äldsta träd, en 1200 år gammal bohuslind

## Utbredning och ekologi
Bohuslinden har sin huvudsakliga utbredning i Syd- och Centraleuropa, men växer även mycket sällsynt på kustnära, näringsrik jord i sydvästra Sverige och sydöstra Norge. Den finns även sparsamt på rika marker i sydvästra Storbritannien och har introducerats i New England i USA samt i Portugal. Det första svenska fyndet av arten skedde i närheten av Strömstad i Bohuslän och publicerades 1852 . Arten hybridiserar gärna med skogslind och skapar då parklind (Tilia x europaea). Det går att odla bohuslind som parkträd ända upp i Svealand.

## Bohuslind som medicinalväxt
Bohuslinden innehåller eteriska oljor, flavonoider, tanniner samt antiinflammatoriska ämnen och har traditionellt använts mot bland annat förkylning, magåkommor, högt blodtryck, migrän och som sedativum och vätskedrivande medel.

## Bevarandestatus
Trots olika hot är arten vanligt förekommande i lämpliga habitat. Den har ett stort utbredningsområde. IUCN listar bohuslind som livskraftig (LC).